# Dasyatis bennetti
Dasyatis bennetti és una espècie de peix de la família dels dasiàtids i de l'ordre dels myliobatiformes.

## Morfologia
- Els mascles poden assolir 50 cm de longitud total.[2][3]

## Reproducció
És ovovivípar.

## Alimentació
Menja peixos.

## Hàbitat
És un peix marí, de clima tropical i demersal.

## Distribució geogràfica
Es troba a la Xina (incloent-hi Hong Kong), l'Índia, l'Iran, el Japó, Nova Caledònia, les Filipines, Sri Lanka, Taiwan, Vanuatu i el Vietnam.

## Observacions
És inofensiu per als humans.